# Anchusa crispa
Anchusa crispa är en strävbladig växtart. Anchusa crispa ingår i släktet oxtungor, och familjen strävbladiga växter.

## Underarter
Arten delas in i följande underarter:
- A. c. crispa
- A. c. maritima
- A. c. sardoa

## Bildgalleri

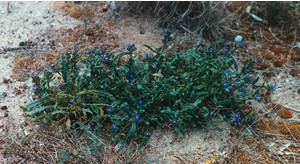